# Mary a Marii Britanii
Prințesa Mary, Contesă de Harewood (Victoria Alexandra Maria Alice Lascelles) (25 aprilie 1897 - 28 martie 1965) a fost un membru al familiei regale britanice. A fost cea de-a șasea deținătoare a titlului de Prințesă Regală. După căsătorie ea a deținut titlul de Contesă de Harewood.
Prințesa Mary s-a născut la 25 aprilie 1897, la York Cottage în Norfolk, Anglia. Tatăl ei era prințul George, Duce de York (mai târziu, George V), al doilea fiu al Prințul de Wales (mai târziu, Eduard VII) și al Prințesei de Wales (mai târziu, Regina Alexandra). Mama ei era Ducesa de York (mai târziu Regina Mary), fiica cea mare a Ducelui și a Ducesei de Teck.
Mary a fost numită după ei bunica ei paternă, Prințesa de Wales și bunica ei maternă, Prințesa Mary Adelaide. Ca strănepoată unui monarh britanic (Regina Victoria) ea deținea titlu de Alteța Regală Prințesa Mary de York. În 1898, regina a acordat copiilor Ducelui și Ducesei de York titlul de Alteță Regală. În momentul nașterii sale, era a cincea în linia de succesiune la tronul britanic.
La 28 februarie 1922, s-a căsătorit cu Henry Lascelles, al 6-lea Conte de Harewood, fiul mai mare a lui Henry Lascelles, al 5-lea Conte de Harewood și al soției sale Lady Bridgeman. Prințesa Mary și Lordul Lascelles au avut doi copii:
- George Lascelles, al 7-lea Conte de Harewood
- Gerald Lascelles